# 岡田富美也
岡田 富美也（おかだ ふみや、1921年 - ）は、日本の外交官、国際公務員。駐ジョルダン（ヨルダン）特命全権大使、北海道派遣特命全権大使、駐ポルトガル特命全権大使等を歴任した。

## 人物・経歴
千葉県出身。成田中学校、第一高等学校文科甲類を経て、1948年東京帝国大学法学部政治学科卒業、外務省入省。1964年外務大臣官房書記官。1966年外務省国際連合局経済課長。1969年外務省経済局国際貿易課長。1970年外務省経済局外務参事官。
1971年在アメリカ合衆国日本国大使館参事官。1972年在インド日本国大使館参事官。1974年外務大臣官房調査部外務参事官兼経済協力局。同年在オーストラリア日本国大使館公使。1976年在トロント日本国総領事館総領事。1978年駐ジョルダン（ヨルダン）特命全権大使。
1982年第2代北海道派遣特命全権大使。1983年駐ポルトガル特命全権大使、従五位勲五等双光旭日章。退官後、国際機関日本アセアンセンター事務局長、太平洋経済協力会議日本委員会委員などを務めた。1992年勲二等瑞宝章受章。

## 編集
- 『中東のくにぐに』誠文堂新光社 1957年